# 위트레흐트 대학교
위트레흐트 대학교(Universiteit Utrecht)는 네덜란드 위트레흐트에 있는 종합대학교이다. 1636년 설립 이래 판트호프, 엇호프트 등 10여 명의 노벨상 수상자를 배출하였다.
1636년에 설립하여 오랜 역사를 지녔으며, 유럽에서 가장 규모가 큰 대학교 중 하나이다. 2007년에는 29,000명의 학생이 등록하였고 총 교직원은 8,610명으로 그 중 640명이 정교수직을 맡고 있다. 위트레흐트 대학교의 학훈은 "정의의 태양이여 우리 위에 비취라"(라틴어: "Sol Iustitiae Illustra Nos")라는 말이다.

## 같이 보기
- 위트레흐트 네트워크